# 氷雨 (アニバル・トロイロの曲)
氷雨（Garúa）は、アニバル・トロイロが作曲したタンゴ。

## 概要
1943年に発表した。歌入りのタンゴの傑作。
エンリケ・カディーカモ作詞の歌詞がついている。
YouTubeにも、いくつかアップロードされている。
1998年公開のアルゼンチン映画 「スール/その先は…愛」 で、ロベルト・ゴジェネチェの「氷雨」の歌唱がある。